# Silly Fools
Silly Fools (SF) es una banda de rock moderno de Tailandia, su discografía contó con el apoyo de Bakery Music de forma independiente luego que lanzaran su primer álbum discográfico titulado I.Q. 180, además que su estilo musical lo compartieron con una banda local de su país con el grupo Loso. La banda se formó en 2007, además en 2005 se convirtieron en una de las agrupaciones más famosas de Tailandia donde recibieron los premios MTV Asia Awards.

## Miembros
- Benjamin Jung Tuffnell ("Ben")
- Jakarint Juprasert ("Ton")
- Thevarit Srisuk ("Rang")
- Tortrakul Baingen ("Tor")

### Antiguos miembros
- Korbpob Baiyam ("Teoy") -
- Natapol Puthpawana ("Toe")

## Discografía
- EP. Sampler (1997)
- I.Q. 180 (June 1998)
- Candyman (July 1999)
- Mint (September 2000)
- Juicy (March 2002)
- FaT Live : V3 Concert (21 de diciembre de 2002)
- King Size (15 de enero de 2004)
- Mini E.P. (26 de enero de 2007)
- The One (March,2008)
- The One : Limited Edition (10 de abril de 2008)

Collections:
- Combo (May 2004)
- Silly Fools: The Singles (July 2006)